# Алиса у земљи чуда (Дизниленд)
Алиса у земљи чуда је мрачна вожња у Фантазиленду у Дизниленду у Анахајму, Калифорнија. Заснована на истоименом анимираном Дизнијевом филму из 1951. године, атракција се налази поред друге вожње, Луда чајанка, заснована на сцени у истој адаптацији.
Вожња је отворена 1958. године; садашња верзија је отворена 1984. године, а ажурирана је 2014. године.

## Историја
Међу многим неоствареним концептима који су се појавили током раних фаза развоја Дизниленда била је замршено детаљна атракција заснована на шетњи у Фантазиленду, која је изграђена на тему Алисе у земљи чуда из 1951. године. Атракцију би гости видели кроз посећивање физичке адаптације скоро сваке сцене у филму, од којих свака има неку шаљиву ствар (често подсећа на традиционалне карневалске забавне куће) као што је ефекат „смањивања“ принудне перспективе у ходницима зечје рупе и ротирајућим платформама које круже око Додове стене које би симулирале трку посланичких група. Међутим, идеја о пролазној изложби је на крају одбачена, пошто је одлучено да ће гости који иду преспорим темпом неизбежно изазвати застоје. Мрачна вожња Алисе тада се сматрала решењем за ово питање, али као резултат строгих временских и буџетских ограничења, идеја је одложена, а простор првобитно одређен за смештај атракције би уместо тога заузео позориште Мики Маус Клуб. Концепт мрачне вожње Алисе у земљи чуда поново ће се појавити крајем 1957. године, када је Дизнијев уметник Клод Коутс (главни уметнички директор филма заједно са Мери Блер) добио задатак да дизајнира такву атракцију. Омогућена уз помоћ Кена Андерсона, Колина Кембела и Блејна Гибсона (сви су радили на филму), као и талента инжењера специјалних ефеката Боба Гура, вожња је завршена за мање од годину дана и отворена за јавност 14. јуна 1958. заједно са телевизијском церемонијом пресецања врпце на којој је била мускетарка Карен Пендлетон обучена као Алиса.